# Георг Фугер фон Кирхберг-Вайсенхорн
Георг Карл Мария Херман Раймунд Фугер фон Кирхберг-Вайсенхорн (на немски: Georg Karl Maria Hermann Raymund Graf Fugger von Kirchberg und zu Weissenhorn; * 2 януари 1850 в Аугсбург; † 6 януари 1909 в Мюнхен) е граф на Фугер-Кирхберг-Вайсенхорн.
Той е третият син на граф Раймунд Фугер фон Кирхберг-Вайсенхорн (1810 – 1867) и съпругата му принцеса Берта Йохана Нотгера фон Йотинген-Йотинген и Йотинген-Шпилберг (1818 – 1890), дъщеря на княз Йохан Алойз III фон Йотинген-Йотинген и Йотинген-Шпилберг (1788 – 1855) и княгиня Амалия Августа фон Вреде (1796 –1871).
Братята му са Франц (1843 – 1901), женен (морг.) на 19 ноември 1868 г. в Чикаго (има един син – фрайхер), и Карл (1848 – 1938) (бездетен).
Георг Фугер фон Кирхберг-Вайсенхорн умира на 59 години на 6 януари 1909 г. в Мюнхен.

## Фамилия
Георг Фугер фон Кирхберг-Вайсенхорн се жени на 18 януари 1897 г. в Мюнхен за графиня Амалия Мария Анна Кунигунда Казимира Франциска фон Монжела (* 4 март 1867, Берлин; † 22 март 1936, Мюнхен), дъщеря на баварския дипломат граф Лудвиг Макс дьо Гарнерин фон Монжела (1814 – 1892) и графиня Анна фон Зайнсхайм (1833 -1909). Съпругата му е внучка на баварския министър Максимилиан Монжела (1759 – 1838). Те имат три сина:
- Йоханес Хартман Антониус фон Падуа Габриел Раймунд Йозеф Мария Фугер фон Кирхберг-Вайсенхорн (* 9 април 1897, Гриз при Боцен; † 22 февруари 1985, Колбермоор), женен I. на	22 юли 1926 г. (анукиран 27 октомври 1937) в Мюнхен за Мария Билард (* 11 юли 1896, Мюнхен; † 15 август 1941, Мюнхен), II. на 14 април 1967 г. в Грюнвалд при Мюнхен за Едит Ракзак (* 6 септември 1906, Хамбург); няма деца. Той се отказва от правата си в полза на брат си през 1935 г.
- Максимилиан Фугер фон Кирхберг-Вайсенхорн (* 16 май 1899, Мюнхен; † 18 октомври 1901, Гриз при Боцен)
- Клеменс Йозеф Раймунд Лудвиг Мария Фугер фон Кирхберг-Вайсенхорн (* 21 ноември 1905, Мюнхен; † 31 декември 1968, Оберкирхберг), женен на 1 юни 1929 г. в Нидерщотцинген за графиня Елизабет фон Мелдегхем (* 1 юни 1907, Иглинг, Бавария; † 2 февруари 1990, Мюнхен), дъщеря на граф Лудвиг фон Малдегхем (1864 – 1936) и графиня Бланка Децасе дьо Петит-Вернойл (1875 – 1945); имат дъщеря